# Nesticus taim
Nesticus taim là một loài nhện trong họ Nesticidae.
Loài này thuộc chi Nesticus. Nesticus taim được miêu tả năm 2002 bởi Ott & Lise.